# Údolí vlků: Irák
Údolí vlků (v tureckém originále Kurtlar Vadisi: Irak) je turecký akční film, natočený podle stejnojmenného seriálu. Je to jeden z nejnákladnějších filmů v historii země.
Film se odehrává v průběhu války v Iráku, v severní části země. Popisuje brutální chování jednotek americké armády vůči iráckým civilistům, včetně některých událostí ve věznici Abú Ghraíb.

## Odezva
Film po svém uvedení v Turecku vyvolal velký ohlas; mnoho diváků si ho velice oblíbilo, včetně premiéra země Recepa Tayyipa Erdogana. Někteří návštěvníci kin dokonce při nejvýznamnějších scénách provolávali hesla jako Bůh je velký. Promítán byl také i v německých kinech; zde byl ale označen jako antisemitský a antiamerikanistický, převážně díky až nerealisticky brutálnímu chování vojáků a tak ho některá kina stáhla. Ke konci února tak snímek v Evropě vyvolal diskusi, kam až svoboda slova může zajít.